# São Paulo do Potengi
São Paulo do Potengi este un oraș în Rio Grande do Norte (RN), Brazilia.